# Familia Kast
La familia Kast es una familia de origen alemán radicada en Chile, que incluye entre sus miembros a parlamentarios, ministros de Estado y personajes políticos relevantes. Está formada por los descendientes del matrimonio conformado por Michael Kast Schindele y Olga Rist Hagspiel, que emigraron progresivamente al país sudamericano después de la Segunda Guerra Mundial.

## Historia

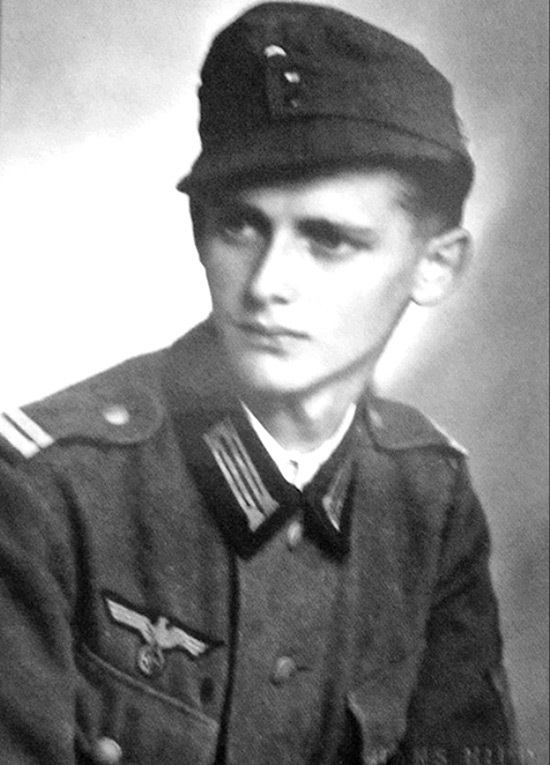
El fundador de la familia Kast en Chile, Michael Kast, como teniente de la Wehrmacht (aprox. 1942-45)

El registro más antiguo de los ascendientes de esta familia data de 1635, cuando Christian Kast (nacido aprox. 1588) se casó con Appolinia Vetter en Altenstad, en el pueblo de Geislingen an der Steige, que en ese tiempo formaba parte del territorio de la ciudad imperial libre de Ulm, en el Sacro Imperio Romano Germánico. Seis generaciones después, en 1924 nació Michael Martin Kast, quien fue teniente de las fuerzas armadas de la Alemania nazi (Wehrmacht) y combatió en los frentes de Francia y la Unión Soviética durante la Segunda Guerra Mundial; el 1 de septiembre de 1942 se afilió al Partido Nazi, según consta en documentos revelados en 2021.
Desde 1944, Michael Kast se encontraba combatiendo a las tropas estadounidenses en las cercanías de Trento, Italia. Tras la rendición alemana, Kast se entregó a las tropas aliadas, sin embargo, días después logró escaparse saltando desde el segundo piso de la escuela en donde estaba prisionero. Logró cruzar los Alpes escondiéndose durante el día, y caminando unos 30 kilómetros cada noche, hasta llegar a su pueblo natal de Oberstaufen, en Baviera. Allí, conoció a María Kreszencia Olga Rist, con quien se casó ese mismo año. Dos de sus hijos, Michael y Barbara, nacieron en la Alemania ocupada, antes de que la familia emigrara progresivamente a Sudamérica.
Luego de una breve estadía en Argentina, Michael Kast logró asentarse en Paine, al sur de Santiago de Chile, donde se desarrolló como pequeño agricultor, criador de pollos y fabricante de cecinas. A mediados de los años 1950, el resto de su familia logró emigrar a Chile. En la navidad de 1958, a la edad de dos años, Mónica, la tercera de las hijas del matrimonio Kast Rist, murió ahogada en una acequia cercana a la parcela familiar en Linderos.  En 1962 instalaron un pequeño local de venta de cecinas y sándwiches llamado Bavaria, en honor a su tierra natal, al costado de la Carretera Panamericana. El negocio logró expandirse rápidamente en los años siguientes.
En los años siguiente, los diversos miembros de la familia comenzaron a involucrarse en política. Miguel, el hijo mayor de Michael Kast y estudiante en la Pontificia Universidad Católica, participó inicialmente en diversas actividades del Partido Demócrata Cristiano durante la campaña presidencial de Eduardo Frei Montalva; sin embargo, con los años la familia Kast fue acercándose a la derecha, especialmente tras la reforma agraria.[cita requerida]. El 29 de diciembre de 1968 fallece Bárbara, la segunda de los hijos de la familia, a los 18 años de edad, en un accidente de tránsito.
En 1973, el gobierno de la Unidad Popular fue derrocado en un golpe de Estado. De acuerdo con diversos testigos e investigaciones, la familia Kast habría entregado apoyo logístico –prestando vehículos y entregando alimentos– a las fuerzas armadas y de orden mientras cometían violaciones de los derechos humanos en el sector de Paine. Dentro de las víctimas de tortura, muerte y desaparición se encuentran trabajadores de Bavaria, los que se habrían enfrentado a los dueños de la compañía al momento de formar un sindicato.
Durante la dictadura militar, la familia Kast aumentó su influencia, especialmente a través de Miguel, que formaba parte de los Chicago Boys que lideraron la reforma económica nacional durante la dictadura de Augusto Pinochet. Miguel Kast ejerció como ministro de Odeplan entre 1978 y 1980, y ministro del Trabajo entre 1980 y 1982, asumiendo luego como presidente del Banco Central durante unos meses ese mismo año. Sin embargo, su carrera política terminó abruptamente producto de un cáncer óseo del cual falleció el 18 de septiembre de 1983.[cita requerida]
Ya con el retorno a la democracia en 1990, la familia Kast siguió participando en política activamente, principalmente a través del hijo menor de Michael, José Antonio, quien fue diputado entre 2000 y 2018, fundador del Partido Republicano y candidato presidencial en las elecciones de 2017 y 2021. Adicionalmente, tres hijos de Miguel Kast han sido electos a cargos públicos: Pablo Kast como diputado, Felipe Kast como diputado y senador, además de ministro, y Tomás Kast como concejal de Vitacura.[cita requerida]

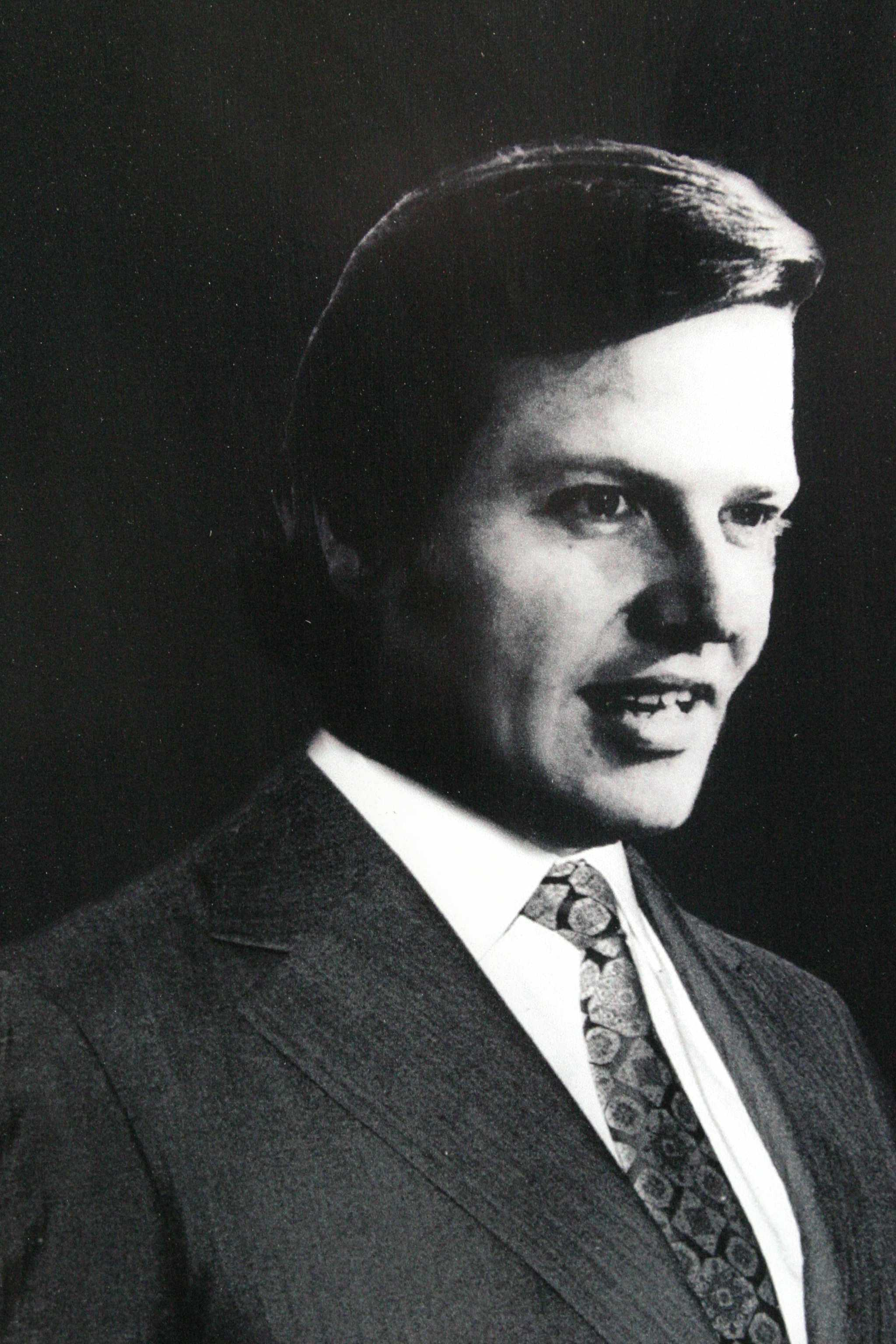
Miguel Kast (1948-1983), ministro y presidente del Banco Central.
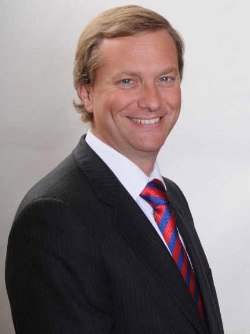
José Antonio Kast (n. 1966), exdiputado y excandidato presidencial
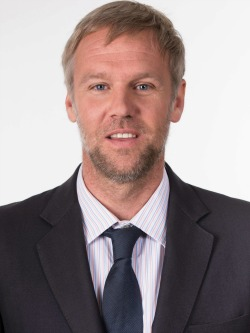
Pablo Kast (n. 1973), exdiputado.
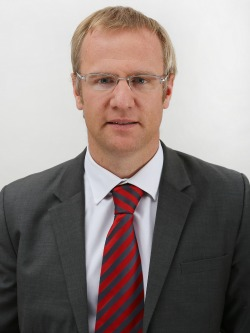
Felipe Kast (n. 1977), exdiputado, exministro y senador.

## Árbol genealógico
|                                 |                                 |                                 |                                 |                                 |                                 |  |  | Michael Kast Schindele (1924-2014) | Michael Kast Schindele (1924-2014) | Michael Kast Schindele (1924-2014) | Michael Kast Schindele (1924-2014) | Michael Kast Schindele (1924-2014) | Michael Kast Schindele (1924-2014) |  |  | Olga Rist Hagspiel (1924-2015)  | Olga Rist Hagspiel (1924-2015)  | Olga Rist Hagspiel (1924-2015)  | Olga Rist Hagspiel (1924-2015)  | Olga Rist Hagspiel (1924-2015)  | Olga Rist Hagspiel (1924-2015)  |  |  |                                     |                                     |                                     |                                     |                                     |                                     |  |  |                                |                                |                                |                                |                                |                                |  |  |                              |                              |                              |                              |                              |                              |  |  |                                  |                                  |                                  |                                  |                                  |                                  |  |  |                                    |                                    |                                    |                                    |                                    |                                    |  |  |                                |                                |                                |                                |                                |                                |  |  |                                  |                                  |                                  |                                  |                                  |                                  |  |  |  |  |  |  |  |  |  |  |  |  |  |  |  |  |  |  |  |  |
|                                 |                                 |                                 |                                 |                                 |                                 |  |  | Michael Kast Schindele (1924-2014) | Michael Kast Schindele (1924-2014) | Michael Kast Schindele (1924-2014) | Michael Kast Schindele (1924-2014) | Michael Kast Schindele (1924-2014) | Michael Kast Schindele (1924-2014) |  |  | Olga Rist Hagspiel (1924-2015)  | Olga Rist Hagspiel (1924-2015)  | Olga Rist Hagspiel (1924-2015)  | Olga Rist Hagspiel (1924-2015)  | Olga Rist Hagspiel (1924-2015)  | Olga Rist Hagspiel (1924-2015)  |  |  |                                     |                                     |                                     |                                     |                                     |                                     |  |  |                                |                                |                                |                                |                                |                                |  |  |                              |                              |                              |                              |                              |                              |  |  |                                  |                                  |                                  |                                  |                                  |                                  |  |  |                                    |                                    |                                    |                                    |                                    |                                    |  |  |                                |                                |                                |                                |                                |                                |  |  |                                  |                                  |                                  |                                  |                                  |                                  |  |  |  |  |  |  |  |  |  |  |  |  |  |  |  |  |  |  |  |  |
|                                 |                                 |                                 |                                 |                                 |                                 |  |  |                                    |                                    |                                    |                                    |                                    |                                    |  |  |                                 |                                 |                                 |                                 |                                 |                                 |  |  |                                     |                                     |                                     |                                     |                                     |                                     |  |  |                                |                                |                                |                                |                                |                                |  |  |                              |                              |                              |                              |                              |                              |  |  |                                  |                                  |                                  |                                  |                                  |                                  |  |  |                                    |                                    |                                    |                                    |                                    |                                    |  |  |                                |                                |                                |                                |                                |                                |  |  |                                  |                                  |                                  |                                  |                                  |                                  |  |  |  |  |  |  |  |  |  |  |  |  |  |  |  |  |  |  |  |  |
|                                 |                                 |                                 |                                 |                                 |                                 |  |  |                                    |                                    |                                    |                                    |                                    |                                    |  |  |                                 |                                 |                                 |                                 |                                 |                                 |  |  |                                     |                                     |                                     |                                     |                                     |                                     |  |  |                                |                                |                                |                                |                                |                                |  |  |                              |                              |                              |                              |                              |                              |  |  |                                  |                                  |                                  |                                  |                                  |                                  |  |  |                                    |                                    |                                    |                                    |                                    |                                    |  |  |                                |                                |                                |                                |                                |                                |  |  |                                  |                                  |                                  |                                  |                                  |                                  |  |  |  |  |  |  |  |  |  |  |  |  |  |  |  |  |  |  |  |  |
| Miguel Kast Rist (1948-1983)    | Miguel Kast Rist (1948-1983)    | Miguel Kast Rist (1948-1983)    | Miguel Kast Rist (1948-1983)    | Miguel Kast Rist (1948-1983)    | Miguel Kast Rist (1948-1983)    |  |  | Cecilia Christine Sommerhoff Hyde  | Cecilia Christine Sommerhoff Hyde  | Cecilia Christine Sommerhoff Hyde  | Cecilia Christine Sommerhoff Hyde  | Cecilia Christine Sommerhoff Hyde  | Cecilia Christine Sommerhoff Hyde  |  |  | Bárbara Kast Rist (1950-1968)   | Bárbara Kast Rist (1950-1968)   | Bárbara Kast Rist (1950-1968)   | Bárbara Kast Rist (1950-1968)   | Bárbara Kast Rist (1950-1968)   | Bárbara Kast Rist (1950-1968)   |  |  | Érika Kast Rist (1954-)             | Érika Kast Rist (1954-)             | Érika Kast Rist (1954-)             | Érika Kast Rist (1954-)             | Érika Kast Rist (1954-)             | Érika Kast Rist (1954-)             |  |  | Mónica Kast Rist (1956 - 1958) | Mónica Kast Rist (1956 - 1958) | Mónica Kast Rist (1956 - 1958) | Mónica Kast Rist (1956 - 1958) | Mónica Kast Rist (1956 - 1958) | Mónica Kast Rist (1956 - 1958) |  |  | Verónica Kast Rist (1960-)   | Verónica Kast Rist (1960-)   | Verónica Kast Rist (1960-)   | Verónica Kast Rist (1960-)   | Verónica Kast Rist (1960-)   | Verónica Kast Rist (1960-)   |  |  | Hans Kast Rist (1961-)           | Hans Kast Rist (1961-)           | Hans Kast Rist (1961-)           | Hans Kast Rist (1961-)           | Hans Kast Rist (1961-)           | Hans Kast Rist (1961-)           |  |  | Rita Mónica Kast Rist (1962-)      | Rita Mónica Kast Rist (1962-)      | Rita Mónica Kast Rist (1962-)      | Rita Mónica Kast Rist (1962-)      | Rita Mónica Kast Rist (1962-)      | Rita Mónica Kast Rist (1962-)      |  |  | José Antonio Kast Rist (1966-) | José Antonio Kast Rist (1966-) | José Antonio Kast Rist (1966-) | José Antonio Kast Rist (1966-) | José Antonio Kast Rist (1966-) | José Antonio Kast Rist (1966-) |  |  | Pía Adriasola Barroilhet (1967-) | Pía Adriasola Barroilhet (1967-) | Pía Adriasola Barroilhet (1967-) | Pía Adriasola Barroilhet (1967-) | Pía Adriasola Barroilhet (1967-) | Pía Adriasola Barroilhet (1967-) |  |  |  |  |  |  |  |  |  |  |  |  |  |  |  |  |  |  |  |  |
| Miguel Kast Rist (1948-1983)    | Miguel Kast Rist (1948-1983)    | Miguel Kast Rist (1948-1983)    | Miguel Kast Rist (1948-1983)    | Miguel Kast Rist (1948-1983)    | Miguel Kast Rist (1948-1983)    |  |  | Cecilia Christine Sommerhoff Hyde  | Cecilia Christine Sommerhoff Hyde  | Cecilia Christine Sommerhoff Hyde  | Cecilia Christine Sommerhoff Hyde  | Cecilia Christine Sommerhoff Hyde  | Cecilia Christine Sommerhoff Hyde  |  |  | Bárbara Kast Rist (1950-1968)   | Bárbara Kast Rist (1950-1968)   | Bárbara Kast Rist (1950-1968)   | Bárbara Kast Rist (1950-1968)   | Bárbara Kast Rist (1950-1968)   | Bárbara Kast Rist (1950-1968)   |  |  | Érika Kast Rist (1954-)             | Érika Kast Rist (1954-)             | Érika Kast Rist (1954-)             | Érika Kast Rist (1954-)             | Érika Kast Rist (1954-)             | Érika Kast Rist (1954-)             |  |  | Mónica Kast Rist (1956 - 1958) | Mónica Kast Rist (1956 - 1958) | Mónica Kast Rist (1956 - 1958) | Mónica Kast Rist (1956 - 1958) | Mónica Kast Rist (1956 - 1958) | Mónica Kast Rist (1956 - 1958) |  |  | Verónica Kast Rist (1960-)   | Verónica Kast Rist (1960-)   | Verónica Kast Rist (1960-)   | Verónica Kast Rist (1960-)   | Verónica Kast Rist (1960-)   | Verónica Kast Rist (1960-)   |  |  | Hans Kast Rist (1961-)           | Hans Kast Rist (1961-)           | Hans Kast Rist (1961-)           | Hans Kast Rist (1961-)           | Hans Kast Rist (1961-)           | Hans Kast Rist (1961-)           |  |  | Rita Mónica Kast Rist (1962-)      | Rita Mónica Kast Rist (1962-)      | Rita Mónica Kast Rist (1962-)      | Rita Mónica Kast Rist (1962-)      | Rita Mónica Kast Rist (1962-)      | Rita Mónica Kast Rist (1962-)      |  |  | José Antonio Kast Rist (1966-) | José Antonio Kast Rist (1966-) | José Antonio Kast Rist (1966-) | José Antonio Kast Rist (1966-) | José Antonio Kast Rist (1966-) | José Antonio Kast Rist (1966-) |  |  | Pía Adriasola Barroilhet (1967-) | Pía Adriasola Barroilhet (1967-) | Pía Adriasola Barroilhet (1967-) | Pía Adriasola Barroilhet (1967-) | Pía Adriasola Barroilhet (1967-) | Pía Adriasola Barroilhet (1967-) |  |  |  |  |  |  |  |  |  |  |  |  |  |  |  |  |  |  |  |  |
|                                 |                                 |                                 |                                 |                                 |                                 |  |  |                                    |                                    |                                    |                                    |                                    |                                    |  |  |                                 |                                 |                                 |                                 |                                 |                                 |  |  |                                     |                                     |                                     |                                     |                                     |                                     |  |  |                                |                                |                                |                                |                                |                                |  |  |                              |                              |                              |                              |                              |                              |  |  |                                  |                                  |                                  |                                  |                                  |                                  |  |  |                                    |                                    |                                    |                                    |                                    |                                    |  |  |                                |                                |                                |                                |                                |                                |  |  |                                  |                                  |                                  |                                  |                                  |                                  |  |  |  |  |  |  |  |  |  |  |  |  |  |  |  |  |  |  |  |  |
|                                 |                                 |                                 |                                 |                                 |                                 |  |  |                                    |                                    |                                    |                                    |                                    |                                    |  |  |                                 |                                 |                                 |                                 |                                 |                                 |  |  |                                     |                                     |                                     |                                     |                                     |                                     |  |  |                                |                                |                                |                                |                                |                                |  |  |                              |                              |                              |                              |                              |                              |  |  |                                  |                                  |                                  |                                  |                                  |                                  |  |  |                                    |                                    |                                    |                                    |                                    |                                    |  |  |                                |                                |                                |                                |                                |                                |  |  |                                  |                                  |                                  |                                  |                                  |                                  |  |  |  |  |  |  |  |  |  |  |  |  |  |  |  |  |  |  |  |  |
| Pablo Kast Sommerhoff (1973-)   | Pablo Kast Sommerhoff (1973-)   | Pablo Kast Sommerhoff (1973-)   | Pablo Kast Sommerhoff (1973-)   | Pablo Kast Sommerhoff (1973-)   | Pablo Kast Sommerhoff (1973-)   |  |  | Felipe Kast Sommerhoff (1977-)     | Felipe Kast Sommerhoff (1977-)     | Felipe Kast Sommerhoff (1977-)     | Felipe Kast Sommerhoff (1977-)     | Felipe Kast Sommerhoff (1977-)     | Felipe Kast Sommerhoff (1977-)     |  |  | Emelia Puga Bermúdez (1980-)    | Emelia Puga Bermúdez (1980-)    | Emelia Puga Bermúdez (1980-)    | Emelia Puga Bermúdez (1980-)    | Emelia Puga Bermúdez (1980-)    | Emelia Puga Bermúdez (1980-)    |  |  | Mario Alfonso Maira Carlini (1948-) | Mario Alfonso Maira Carlini (1948-) | Mario Alfonso Maira Carlini (1948-) | Mario Alfonso Maira Carlini (1948-) | Mario Alfonso Maira Carlini (1948-) | Mario Alfonso Maira Carlini (1948-) |  |  | Christian Kast Rist (1956-)    | Christian Kast Rist (1956-)    | Christian Kast Rist (1956-)    | Christian Kast Rist (1956-)    | Christian Kast Rist (1956-)    | Christian Kast Rist (1956-)    |  |  | Andrés Tocornal Vial (1956-) | Andrés Tocornal Vial (1956-) | Andrés Tocornal Vial (1956-) | Andrés Tocornal Vial (1956-) | Andrés Tocornal Vial (1956-) | Andrés Tocornal Vial (1956-) |  |  | Gabriela María Kast Rist (1960-) | Gabriela María Kast Rist (1960-) | Gabriela María Kast Rist (1960-) | Gabriela María Kast Rist (1960-) | Gabriela María Kast Rist (1960-) | Gabriela María Kast Rist (1960-) |  |  | Gonzalo Urcelay Montecinos (1959-) | Gonzalo Urcelay Montecinos (1959-) | Gonzalo Urcelay Montecinos (1959-) | Gonzalo Urcelay Montecinos (1959-) | Gonzalo Urcelay Montecinos (1959-) | Gonzalo Urcelay Montecinos (1959-) |  |  | 7 hijos                        | 7 hijos                        | 7 hijos                        | 7 hijos                        | 7 hijos                        | 7 hijos                        |  |  | 9 hijos                          | 9 hijos                          | 9 hijos                          | 9 hijos                          | 9 hijos                          | 9 hijos                          |  |  |  |  |  |  |  |  |  |  |  |  |  |  |  |  |  |  |  |  |
| Pablo Kast Sommerhoff (1973-)   | Pablo Kast Sommerhoff (1973-)   | Pablo Kast Sommerhoff (1973-)   | Pablo Kast Sommerhoff (1973-)   | Pablo Kast Sommerhoff (1973-)   | Pablo Kast Sommerhoff (1973-)   |  |  | Felipe Kast Sommerhoff (1977-)     | Felipe Kast Sommerhoff (1977-)     | Felipe Kast Sommerhoff (1977-)     | Felipe Kast Sommerhoff (1977-)     | Felipe Kast Sommerhoff (1977-)     | Felipe Kast Sommerhoff (1977-)     |  |  | Emelia Puga Bermúdez (1980-)    | Emelia Puga Bermúdez (1980-)    | Emelia Puga Bermúdez (1980-)    | Emelia Puga Bermúdez (1980-)    | Emelia Puga Bermúdez (1980-)    | Emelia Puga Bermúdez (1980-)    |  |  | Mario Alfonso Maira Carlini (1948-) | Mario Alfonso Maira Carlini (1948-) | Mario Alfonso Maira Carlini (1948-) | Mario Alfonso Maira Carlini (1948-) | Mario Alfonso Maira Carlini (1948-) | Mario Alfonso Maira Carlini (1948-) |  |  | Christian Kast Rist (1956-)    | Christian Kast Rist (1956-)    | Christian Kast Rist (1956-)    | Christian Kast Rist (1956-)    | Christian Kast Rist (1956-)    | Christian Kast Rist (1956-)    |  |  | Andrés Tocornal Vial (1956-) | Andrés Tocornal Vial (1956-) | Andrés Tocornal Vial (1956-) | Andrés Tocornal Vial (1956-) | Andrés Tocornal Vial (1956-) | Andrés Tocornal Vial (1956-) |  |  | Gabriela María Kast Rist (1960-) | Gabriela María Kast Rist (1960-) | Gabriela María Kast Rist (1960-) | Gabriela María Kast Rist (1960-) | Gabriela María Kast Rist (1960-) | Gabriela María Kast Rist (1960-) |  |  | Gonzalo Urcelay Montecinos (1959-) | Gonzalo Urcelay Montecinos (1959-) | Gonzalo Urcelay Montecinos (1959-) | Gonzalo Urcelay Montecinos (1959-) | Gonzalo Urcelay Montecinos (1959-) | Gonzalo Urcelay Montecinos (1959-) |  |  | 7 hijos                        | 7 hijos                        | 7 hijos                        | 7 hijos                        | 7 hijos                        | 7 hijos                        |  |  | 9 hijos                          | 9 hijos                          | 9 hijos                          | 9 hijos                          | 9 hijos                          | 9 hijos                          |  |  |  |  |  |  |  |  |  |  |  |  |  |  |  |  |  |  |  |  |
|                                 |                                 |                                 |                                 |                                 |                                 |  |  |                                    |                                    |                                    |                                    |                                    |                                    |  |  |                                 |                                 |                                 |                                 |                                 |                                 |  |  |                                     |                                     |                                     |                                     |                                     |                                     |  |  |                                |                                |                                |                                |                                |                                |  |  |                              |                              |                              |                              |                              |                              |  |  |                                  |                                  |                                  |                                  |                                  |                                  |  |  |                                    |                                    |                                    |                                    |                                    |                                    |  |  |                                |                                |                                |                                |                                |                                |  |  |                                  |                                  |                                  |                                  |                                  |                                  |  |  |  |  |  |  |  |  |  |  |  |  |  |  |  |  |  |  |  |  |
|                                 |                                 |                                 |                                 |                                 |                                 |  |  |                                    |                                    |                                    |                                    |                                    |                                    |  |  |                                 |                                 |                                 |                                 |                                 |                                 |  |  |                                     |                                     |                                     |                                     |                                     |                                     |  |  |                                |                                |                                |                                |                                |                                |  |  |                              |                              |                              |                              |                              |                              |  |  |                                  |                                  |                                  |                                  |                                  |                                  |  |  |                                    |                                    |                                    |                                    |                                    |                                    |  |  |                                |                                |                                |                                |                                |                                |  |  |                                  |                                  |                                  |                                  |                                  |                                  |  |  |  |  |  |  |  |  |  |  |  |  |  |  |  |  |  |  |  |  |
| Juana Edwards Urrejola (1974-)  | Juana Edwards Urrejola (1974-)  | Juana Edwards Urrejola (1974-)  | Juana Edwards Urrejola (1974-)  | Juana Edwards Urrejola (1974-)  | Juana Edwards Urrejola (1974-)  |  |  | 4 hijos                            | 4 hijos                            | 4 hijos                            | 4 hijos                            | 4 hijos                            | 4 hijos                            |  |  | 4 hijos                         | 4 hijos                         | 4 hijos                         | 4 hijos                         | 4 hijos                         | 4 hijos                         |  |  | 7 hijos                             | 7 hijos                             | 7 hijos                             | 7 hijos                             | 7 hijos                             | 7 hijos                             |  |  | Pamela Prett Weber (1960-)     | Pamela Prett Weber (1960-)     | Pamela Prett Weber (1960-)     | Pamela Prett Weber (1960-)     | Pamela Prett Weber (1960-)     | Pamela Prett Weber (1960-)     |  |  | 6 hijos                      | 6 hijos                      | 6 hijos                      | 6 hijos                      | 6 hijos                      | 6 hijos                      |  |  | Jaime Alcalde Costadoat (1954-)  | Jaime Alcalde Costadoat (1954-)  | Jaime Alcalde Costadoat (1954-)  | Jaime Alcalde Costadoat (1954-)  | Jaime Alcalde Costadoat (1954-)  | Jaime Alcalde Costadoat (1954-)  |  |  |                                    |                                    |                                    |                                    |                                    |                                    |  |  |                                |                                |                                |                                |                                |                                |  |  |                                  |                                  |                                  |                                  |                                  |                                  |  |  |  |  |  |  |  |  |  |  |  |  |  |  |  |  |  |  |  |  |
| Juana Edwards Urrejola (1974-)  | Juana Edwards Urrejola (1974-)  | Juana Edwards Urrejola (1974-)  | Juana Edwards Urrejola (1974-)  | Juana Edwards Urrejola (1974-)  | Juana Edwards Urrejola (1974-)  |  |  | 4 hijos                            | 4 hijos                            | 4 hijos                            | 4 hijos                            | 4 hijos                            | 4 hijos                            |  |  | 4 hijos                         | 4 hijos                         | 4 hijos                         | 4 hijos                         | 4 hijos                         | 4 hijos                         |  |  | 7 hijos                             | 7 hijos                             | 7 hijos                             | 7 hijos                             | 7 hijos                             | 7 hijos                             |  |  | Pamela Prett Weber (1960-)     | Pamela Prett Weber (1960-)     | Pamela Prett Weber (1960-)     | Pamela Prett Weber (1960-)     | Pamela Prett Weber (1960-)     | Pamela Prett Weber (1960-)     |  |  | 6 hijos                      | 6 hijos                      | 6 hijos                      | 6 hijos                      | 6 hijos                      | 6 hijos                      |  |  | Jaime Alcalde Costadoat (1954-)  | Jaime Alcalde Costadoat (1954-)  | Jaime Alcalde Costadoat (1954-)  | Jaime Alcalde Costadoat (1954-)  | Jaime Alcalde Costadoat (1954-)  | Jaime Alcalde Costadoat (1954-)  |  |  |                                    |                                    |                                    |                                    |                                    |                                    |  |  |                                |                                |                                |                                |                                |                                |  |  |                                  |                                  |                                  |                                  |                                  |                                  |  |  |  |  |  |  |  |  |  |  |  |  |  |  |  |  |  |  |  |  |
|                                 |                                 |                                 |                                 |                                 |                                 |  |  |                                    |                                    |                                    |                                    |                                    |                                    |  |  |                                 |                                 |                                 |                                 |                                 |                                 |  |  |                                     |                                     |                                     |                                     |                                     |                                     |  |  |                                |                                |                                |                                |                                |                                |  |  |                              |                              |                              |                              |                              |                              |  |  |                                  |                                  |                                  |                                  |                                  |                                  |  |  |                                    |                                    |                                    |                                    |                                    |                                    |  |  |                                |                                |                                |                                |                                |                                |  |  |                                  |                                  |                                  |                                  |                                  |                                  |  |  |  |  |  |  |  |  |  |  |  |  |  |  |  |  |  |  |  |  |
| Bárbara Kast Sommerhoff (1981-) | Bárbara Kast Sommerhoff (1981-) | Bárbara Kast Sommerhoff (1981-) | Bárbara Kast Sommerhoff (1981-) | Bárbara Kast Sommerhoff (1981-) | Bárbara Kast Sommerhoff (1981-) |  |  | Tomás Kast Sommerhoff (1979-)      | Tomás Kast Sommerhoff (1979-)      | Tomás Kast Sommerhoff (1979-)      | Tomás Kast Sommerhoff (1979-)      | Tomás Kast Sommerhoff (1979-)      | Tomás Kast Sommerhoff (1979-)      |  |  | Michael Kast Sommerhoff (1972-) | Michael Kast Sommerhoff (1972-) | Michael Kast Sommerhoff (1972-) | Michael Kast Sommerhoff (1972-) | Michael Kast Sommerhoff (1972-) | Michael Kast Sommerhoff (1972-) |  |  |                                     |                                     |                                     |                                     |                                     |                                     |  |  | 4 hijos                        | 4 hijos                        | 4 hijos                        | 4 hijos                        | 4 hijos                        | 4 hijos                        |  |  |                              |                              |                              |                              |                              |                              |  |  | 8 hijos                          | 8 hijos                          | 8 hijos                          | 8 hijos                          | 8 hijos                          | 8 hijos                          |  |  |                                    |                                    |                                    |                                    |                                    |                                    |  |  |                                |                                |                                |                                |                                |                                |  |  |                                  |                                  |                                  |                                  |                                  |                                  |  |  |  |  |  |  |  |  |  |  |  |  |  |  |  |  |  |  |  |  |